# Blues rock
Il Blues rock è un genere misto ed una forma di musica rock che si basa sugli accordi, sulle scale e sull'improvvisazione strumentale del blues. È principalmente una musica elettrica in stile ensemble con strumentazione simile al blues elettrico e al rock (chitarra elettrica, basso elettrico e batteria, a volte con tastiere e armonica). Dai suoi esordi ad inizio anni '60, il Blues Rock ha attraversato diverse trasformazioni stilistiche e lungo la strada ha ispirato e influenzato Hard Rock, Southern rock ed il primo Heavy Metal.
Il blues rock vide la luce grazie a musicisti rock del Regno Unito e degli Stati Uniti che eseguivano canzoni di blues americano. In genere questi musicisti ricreavano canzoni elettrificate del Chicago Blues, come quelle di Willie Dixon, Muddy Waters e Jimmy Reed, con un tempo più veloce e con un suono più aggressivo. Nel Regno Unito, lo stile è stato reso popolare da gruppi come the Rolling Stones, the Yardbirds e the Animals, che piazzarono diverse canzoni blues nelle classifiche pop. Negli Stati Uniti, Lonnie Mack, the Paul Butterfield Blues Band e Canned Heat erano tra gli esponenti di primo piano. Alcune di queste band hanno anche suonato lunghe sessioni ed improvvisazioni come erano allora all'ordine del giorno nei dischi jazz. Alla fine degli anni '60 e all'inizio degli anni '70, lo stile divenne più orientato alla rock. Negli Stati Uniti, Johnny Winter, i primi Allman Brothers Band e ZZ Top hanno rappresentato una tendenza hard rock, insieme a Led Zeppelin, Ten Years After, Savoy Brown e Foghat nel Regno Unito.

## Caratteristiche
Ill Blues Rock può essere caratterizzato dall'improvvisazione bluesy, estese jam session di boogie tipicamente focalizzate su assoli di chitarra elettrica e spesso caratterizzato da un suono più pesante e orientato al riff, oltreché alla forma canzone, di quanto non si trovi nel tipico blues in stile Chicago. Le Blues rock band prendono in prestito l'idea di una combinazione strumentale e dell'amplificazione forte dal Rock & Roll. Spesso è anche suonato in un tempo veloce, distinguendolo di nuovo dal blues.
Le canzoni del blues rock spesso seguono strutture tipicamente blues, come il blues in 12 misure oppure il blues in 16 misure, ecc. Usano perlopiù la progressione I-IV-V. La versione del brano "Call It Stormy Monday (But Tuesday Is Just as Bad)" degli The Allman Brothers Band utilizza sostituzioni di accordi basati sulla resa del 1961 di Bobby Bland, aggiungendo una sezione da solista in cui "il ritmo si sposta senza sforzo in una sensazione jazz uptempo 6/8 volte ". La chiave è di solito maggiore, ma può anche essere minore, come in "Black Magic Woman".
Una notevole particolarità è l'uso frequente di un ritmo di ottave o di un ritmo rock invece di terzine che si trovano solitamente nei blues. Un esempio di questo tipo è "Crossroads" di Cream. Sebbene sia stato adattato da "Cross Road Blues" di Robert Johnson, il basso "si combina con la batteria per creare e sottolineare continuamente la continuità enfatica nella normale forma metrica"

## Storia

### Gli anni '60 e '70

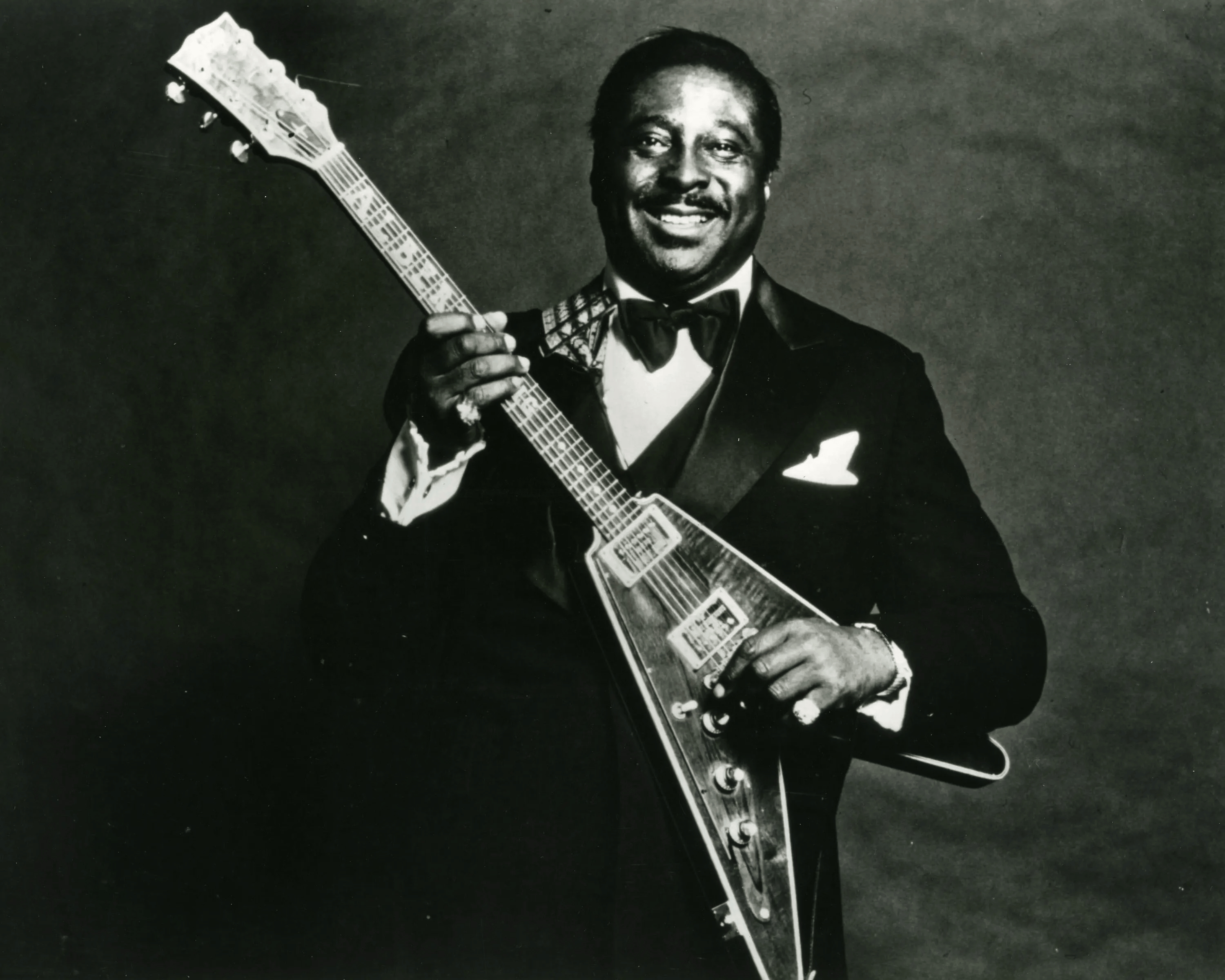
Albert King in una foto del 1976

La musica rock usa ritmiche e tecniche di chitarra elettrica come le distorsioni e accordi di quinta già utilizzati dai chitarristi del blues elettrificato degli anni '50, in particolare bluesmen di Memphis come Joe Hill Louis, Willie Johnson e Pat Hare. Le caratteristiche che i musicisti di Blues Rock hanno adottato dal blues elettrificato includono la sua trama densa, la strumentazione di base della band blues, lo stile vocale rozzo e declamatorio, i pesanti riff di chitarra, assoli di chitarra su scala blues con piegamento di corde, battiti forti, consistenza piena di riff e postura negli spettacoli. I precursori di Blues Rock includevano i musicisti blues di Chicago Elmore James, Albert King, e Freddie King, che iniziarono a incorporare elementi rock and roll nella loro musica blues dalla fine degli anni '50 ai primi anni '60.

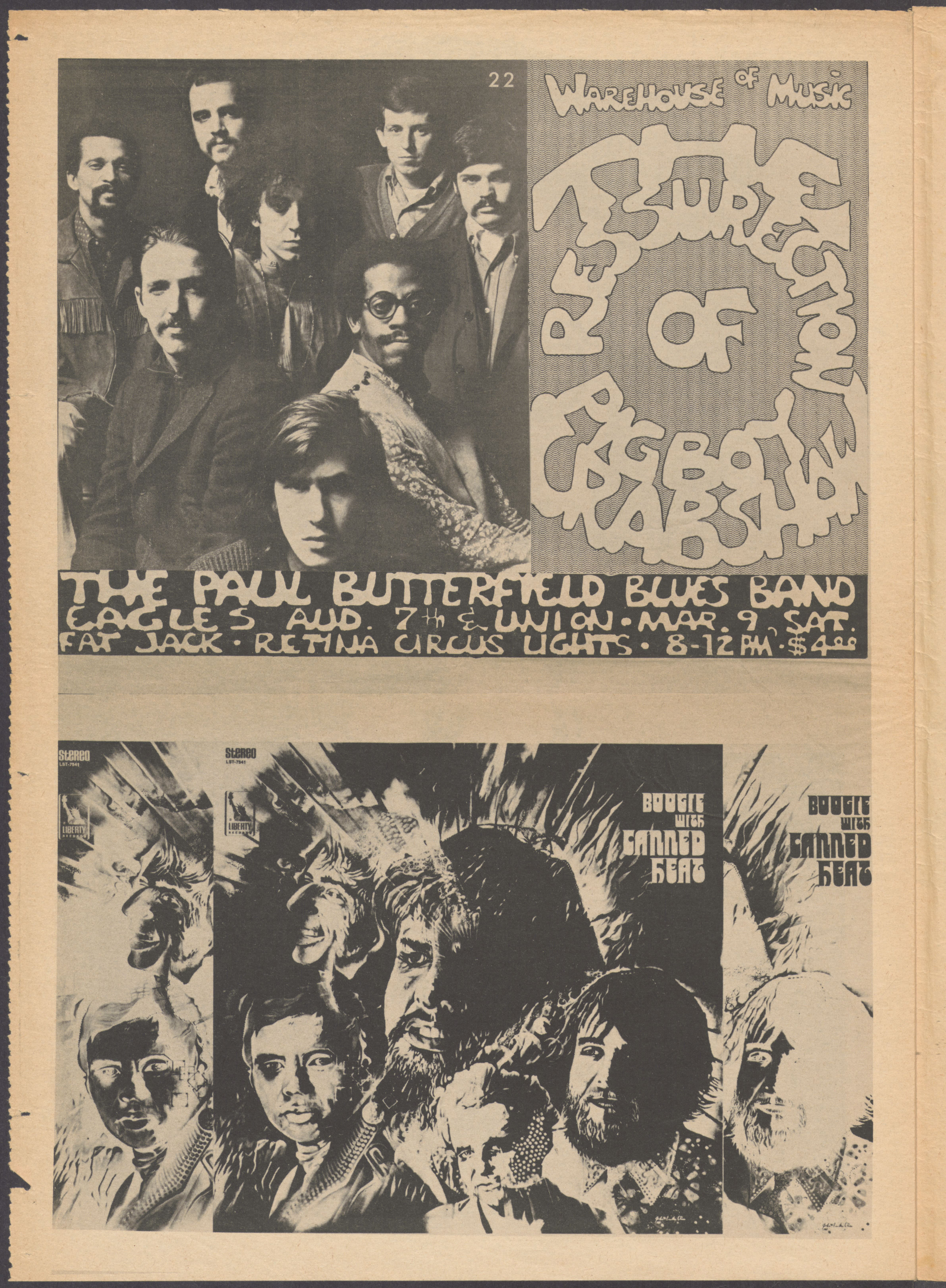
Paul Butterfield Blues Band in una pagina della rivista Helix del febbraio 1968

Il 1963 ha segnato l'apparizione del solista della chitarra rock americana Lonnie Mack, il cui stile blues idiosincratico e frenetico è stato identificato con l'avvento del rock blues come un genere distinto. I suoi strumenti di quel periodo erano riconoscibili per le tonalità blues o rhythm and blues, ma si basava fortemente su tecniche di raccolta rapida derivate dai generi tradizionali della musica country e del bluegrass. I più noti di questi sono i singoli entrati nella classifica Billboard del 1963 "Memphis" e "Wham!". Nello stesso periodo, si è formata la Paul Butterfield Blues Band. guidati dal musicista e cantante Paul Butterfield, comprendeva due membri della band Howlin 'Wolf, il bassista Jerome Arnold e il batterista Sam Lay, e in seguito due chitarristi elettrici, Mike Bloomfield ed Elvin Bishop. Nel 1965 fu pubblicato il loro album di debutto, The Paul Butterfield Blues Band. Michael Erlewine di Allmusic ha scritto: "Usato per ascoltare il blues coverizzato da gruppi come The Rolling Stones, quel primo album ebbe un enorme impatto sui giovani (principalmente bianchi) musicisti del rock". Il secondo album East-West (1966) introdusse estesi assoli di chitarra - la title track dura 13 minuti - che servirono da modello per la rock psichedelico e acido. Nel 1965, gli avidi collezionisti di blues Bob Hite e Alan Wilson formarono i Canned Heat. Le loro prime registrazioni si sono concentrate fortemente sulle versioni elettrificate di canzoni di Delta Blues, ma presto hanno iniziato a esplorare lunghe improvvisazioni musicali ("jams") costruite attorno alle canzoni di John Lee Hooker. Altri famosi gruppi della metà degli anni '60, come The Doors e Big Brother and the Holding Company con Janis Joplin, hanno anche loro adattato canzoni di artisti blues includendovi elementi di rock. Butterfield, Canxed Heat e Joplin si sono esibiti ai festival di Monterey (1967) e Woodstock (1969).

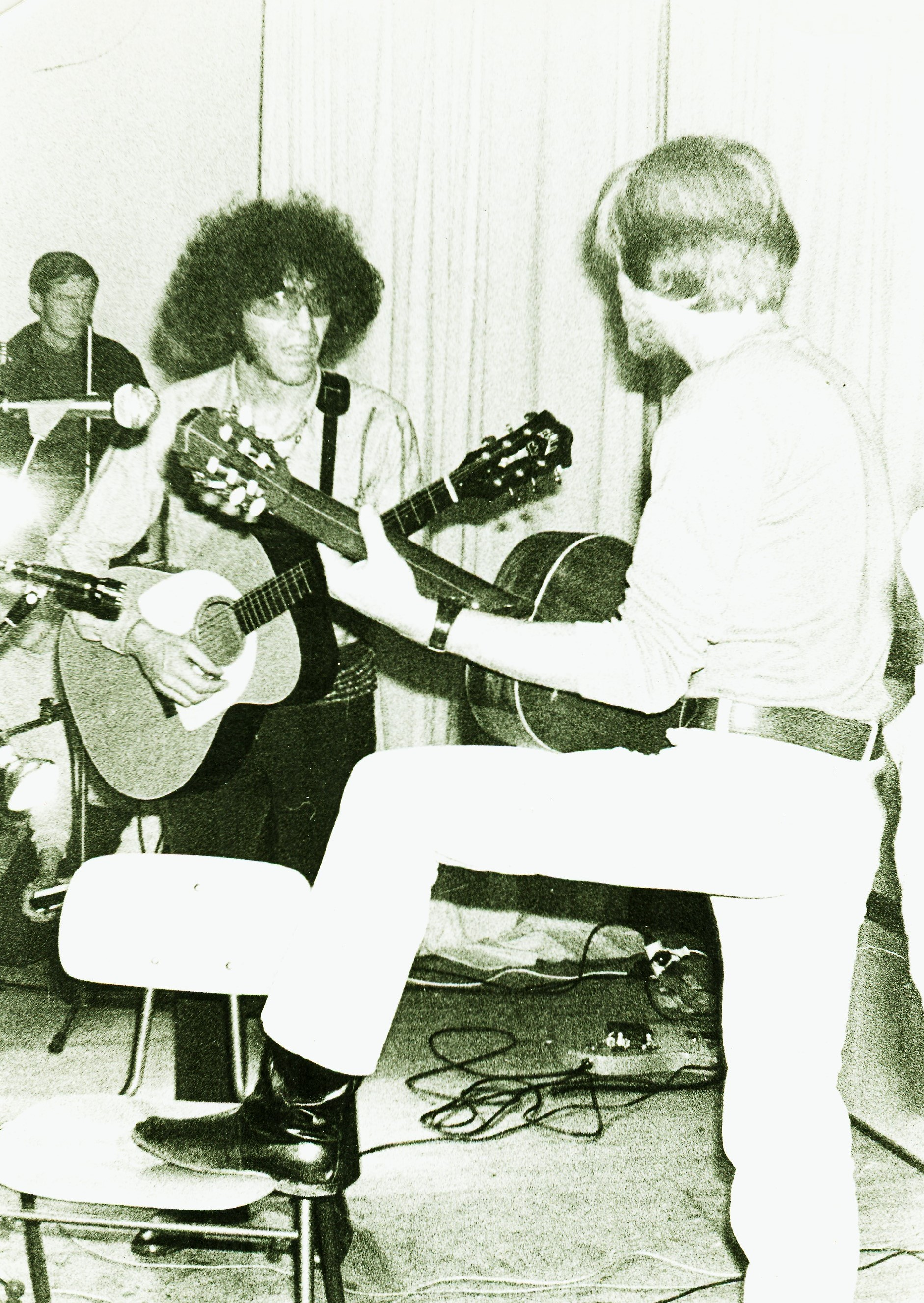
Alexis Korner e Peter Thorup nel 1968

Nel Regno Unito, diversi musicisti hanno affinato le loro abilità in poche band di blues britannico, principalmente quelle di Cyril Davies e Alexis Korner. Mentre i primi gruppi di rhythm and blues britannico, come the Rolling Stones, the Yardbirds e the Animals, incorporavano l'R&B americano, il rock and roll e il pop, John Mayall adottò un approccio blues più distintamente elettrificato. Nel 1966 pubblicò Blues Breakers with Eric Clapton, che fu il primo di molti influenti album rock blues. Quando Eric Clapton lasciò Mayall per formare i Cream, crearono uno stile ibrido tra i più innovativi, tra blues, rock e improvvisazione jazz. La band britannica Fleetwood Mac inizialmente suonava un blues elettrico molto convenzionale, ma presto si trovò nuove evoluzioni. Il loro chitarrista Peter Green, che era il sostituto di Clapton con Mayall, ha portato molte innovazioni alla loro musica. Chicken Shack, nei primi Jethro Tull, Keef Hartley Band e Climax Blues Band registrarono anche loro canzoni rock blues.

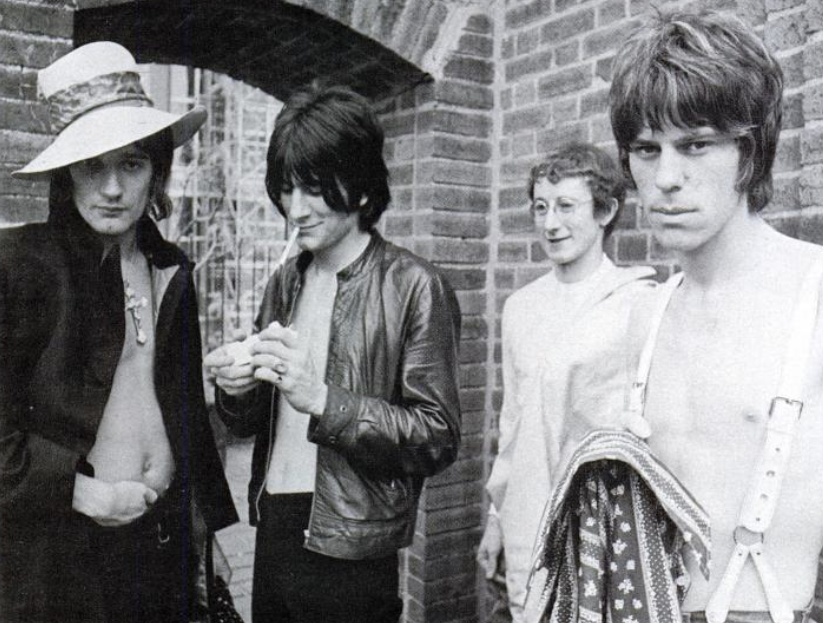
The Jeff Beck Group in una foto del 1970

La chitarra elettrica suonata da Jimi Hendrix (un veterano di molti gruppi di rhythm and blues americano e blues e soul dei primi anni '60) e del suo power trio, la Jimi Hendrix Experience e poi la Band of Gypsys, hanno avuto un'influenza ampia e duratura sullo sviluppo del Blues rock, specialmente per i chitarristi. Clapton ha continuato a esplorare diversi stili musicali e ha contribuito a portare il Blues Rock nel mainstream. Alla fine degli anni '60, Jeff Beck, con la sua The Jeff Beck Group, sviluppò un blues rock più duro e pesante. Jimmy Page, che ha sostituito Beck negli Yardbirds, ha seguito il suo esempio con i Led Zeppelin e divenne una delle band più importanti della scena heavy metal degli anni '70. Altri musicisti rock blues negli anni '70 includevano i Dr. Feelgood, Rory Gallagher e Robin Trower.
A partire dai primi anni '70, band americane come Aerosmith fusero il blues in un bordo hard rock. Il blues rock crebbe fino a includere band rock del sud, come la Allman Brothers Band, gli ZZ Top e Lynyrd Skynyrd, mentre la scena britannica, ad eccezione dell'avvento di gruppi come Status Quo e Foghat, si è concentrata sull'innovazione heavy metal.

### Dagli anni '80 in poi
Mentre il blues rock e l'hard rock condividevano molte somiglianze nei primi anni '70, stili blues più tradizionali influenzarono il blues rock negli anni '80, quando the Fabulous Thunderbirds, Stevie Ray Vaughan, Georgia Satellites e Robert Cray registrarono i loro lavori più noti, e negli anni '90, che videro i chitarristi Gary Moore, Jeff Healey e Kenny Wayne Shepherd diventare popolari attrazioni per concerti. Cantanti blues come Bonnie Raitt, Susan Tedeschi, Sue Foley, Joanne Shaw Taylor e Shannon Curfman registrarono album blues rock.
Anche in Italia il Blues rock ebbe i suoi esponenti di rilievo: E se da un lato, musicisti come Zucchero Fornaciari o Pino Daniele riprendevano quei modelli per adattarli al gusto ed alla cultura pop mediterranea, altri artisti portavano avanti un linguaggio più rigoroso servendosi di strutture produttive e distributive alternative e di settore. Alcuni prime movers del genere come Guido Toffoletti, Fabio Treves, Roberto Ciotti e Joe Galullo erano già attivi fin dagli anni '70, ma nuovi musicisti sorsero negli anni '80. Gli statunitensi Andy J. Forest e Cooper Terry trovarono in Italia nuove vie alle loro carriere pubblicando album fin dall'inizio degli anni '80. Il chitarrista trevigiano Tolo Marton pubblicò il suo primo album The Blues Won't Go Away nel 1981 e dello stesso anno è l'omonimo album degli Acquaraggia. Ma sono di questi anni gli esordi di band come Hypnodance, Funky Lips, Aida, Big Fat Mama, Bumble Bee, Laura Fedele.
Gruppi come the Jon Spencer Blues Explosion e the White Stripes hanno portato uno stile più audace e diversificato negli anni 2000, mentre the Black Keys sono tornati alle origini. Gary Clark Jr., noto per la sua fusione di blues, rock e soul, è stato classificato come artista blues rock, con Jonathan Bernstein del Rolling Stone che si è riferito agli album di Clark Blak and Blu (2012) e The Story of Sonny Boy Slim (2015) come "immersi in uno stile di produzione blues-rock elegante e moderno".